# Classe Stromboli
La classe Stromboli è costituita da tre navi da rifornimento in mare e trasporto, ordinate dalla marina italiana negli anni settanta come necessario passo per operazioni d'altura: Stromboli e Vesuvio contraddistinti rispettivamente dal distintivo ottico A 5327 e A 5329 e uno dalla marina irachena. Successivamente nella seconda metà degli anni novanta è stata costruita una quarta unità derivata dalla classe, l'Etna ma ingrandita, notevolmente modificata e con maggiori capacità operative rispetto alle precedenti.
Per la Marina militare irachena venne costruita una nave simile alle prime due, denominata Agnadeen e con distintivo ottico A 102, dopo avere effettuato in acque italiane la formazione del personale di bordo tra il 1984 e il 1985, nel 1986 ha attraccato ad Alessandria d'Egitto, dove è rimasta bloccata a causa degli sviluppi del conflitto Iran-Iraq che avevano portato le truppe iraniane a minacciare il porto iracheno di Bassora, base della marina irachena, finendo così per restare internata nel porto egiziano a causa dell'embargo dovuto prima alla guerra Iran-Iraq e successivamente alla guerra del golfo. Il rifornitore iracheno differiva dalle unità similari italiane essenzialmente nell'armamento, essendo dotato di cannone da 76/62 Super Rapido al posto del pezzo da 76/62 allargato MMI.

La nave irachena durante le prove con due fregate italiane Maestrale

Nel 1991, il comitato delle Nazioni Unite incaricato di fare eseguire le clausole dell'armistizio che pose fine all'Operazione Desert Storm assegnò la custodia della Agnadeen all'Italia che a sua volta per motivi non chiari non l'ha mai rivendicata e pertanto la nave è rimasta nel porto di Alessandria. Nel 2005 in seguito ad un accordo di cooperazione ed assistenza da parte della Marina Militare italiana alla nuova Marina Irachena sembrava che la situazione della Agnadeen avrebbe potuto sbloccarsi, ma dopo 20 anni di immobilità in cui la manutenzione era stata minima, la nave era in condizioni disastrose e non era in grado di navigare e un suo riallestimento sarebbe risultato eccessivamente costoso; inoltre la nuova Marina irachena non necessitava di una nave del genere, non avendo navi capaci di rifornimento laterale.
Assieme al rifornitore di squadra erano state ordinate dall'Iraq quattro fregate Classe Lupo, poi diventate classe Soldati nella Marina Militare, e sei corvette tipo al-Assad, quattro delle quali furono rivendute alla Malaysia, mentre due corvette che erano state già consegnate all'Iraq nel 1986, ma che non avevano potuto lasciare l'Italia a causa dell'embargo dovuto prima alla guerra Iran-Iraq e successivamente alla guerra del golfo, a causa dell'invasione iraqena del Kuwait del 1990 sono rimaste ormeggiate all'Arsenale di La Spezia. Gli accordi del 2005 di assistenza alla Iraqi Coastal Defense Force sono sfociati nella consegna all'Iraq e un successivo riallestimento delle due corvette delle corvette che restarono ormeggiate a La Spezia e alla costruzione per l'Iraq di quattro pattugliatori di tipo Saettia. Nel 2014 la Fincantieri e il governo iracheno firmarono un accordo che  risolveva la disputa di lunga data sulle due corvette ordinate da Baghdad nel 1980. La successiva imposizione di un embargo sulle armi delle Nazioni Unite a Baghdad ha causato la lunga permanenza delle due corvette nella base di La Spezia. L'ambasciata italiana a Baghdad ha facilitato i negoziati, annunciando il 15 maggio 2014 che la Fincantieri e il governo iracheno avevano raggiunto un accordo che apriva la strada alla chiusura della disputa, con la Fincantieri avrebbe curato il riallestimento di queste due corvette che raggiunsero l'Iraq nel 2017.
Una nave simile all'Etna è stata invece costruita per la Marina Greca.
Alla loro entrata in servizio le unità navali della classe sono state inquadrate nelle Forze d'altura. Lo Stromboli è stato inquadrato nel 5ª Squadriglia fregate della 2ª Divisione navale presso la base di Taranto, il Vesuvio nella 7ª Squadriglia fregate della 1ª Divisione navale presso la base della Spezia.
In seguito alla riorganizzazione della Squadra Navale del 1999, le unità della classe erano inquadrate nel COMFORAL il Comando delle Forze d'altura a cui apparteneva anche l'Etna. Lo Stromboli veniva inquadrato nel COMSQUAFR1 dislocato presso la base di Taranto e il Vesuvio nel COMSQUAFR2 dislocato presso la base di La Spezia.
In seguito alle successive ristrutturazioni della flotta a partire dal giugno 2016 sono tornate le vecchie denominazione di COMDINAV UNO e COMDIVAV DUE, lo Stromboli è stato inquadrato nel COMDINAV DUE insieme all'Etna e il Vesuvio nel COMDINAV UNO.

## Caratteristiche
Stromboli e Vesuvio hanno la capacità di trasporto di 4.000 tonnellate di gasolio, 400 tonnellate di carburante avio, 300 tonnellate di altri rifornimenti. Le due unità dispongono di due stazioni di rifornimento e sono attrezzate per elirifornimento VERTREP (Vertical replenishment) cioè per operazioni di rifornimento verticale in mare con l'elicottero in volo. Le unita sono state armate con un cannone Oto Melara da 76/62mm MMI a prua e con mitragliere da 25/90mm per la difesa antiaerea. La propulsione è diesel, con 2 motori C428-SS della Grandi Motori Trieste che scaricano su un'unica elica 9.600 HP di potenza; la velocità è di 18 nodi.

## Le unità
| Rifornitori di squadra classe Stromboli in servizio con la Marina Militare e la Al-Bahriyya al-'Irāqiyya | Rifornitori di squadra classe Stromboli in servizio con la Marina Militare e la Al-Bahriyya al-'Irāqiyya | Rifornitori di squadra classe Stromboli in servizio con la Marina Militare e la Al-Bahriyya al-'Irāqiyya | Rifornitori di squadra classe Stromboli in servizio con la Marina Militare e la Al-Bahriyya al-'Irāqiyya | Rifornitori di squadra classe Stromboli in servizio con la Marina Militare e la Al-Bahriyya al-'Irāqiyya | Rifornitori di squadra classe Stromboli in servizio con la Marina Militare e la Al-Bahriyya al-'Irāqiyya | Rifornitori di squadra classe Stromboli in servizio con la Marina Militare e la Al-Bahriyya al-'Irāqiyya | Rifornitori di squadra classe Stromboli in servizio con la Marina Militare e la Al-Bahriyya al-'Irāqiyya |
| distintivo ottico                                                                                        | nome | cantiere navale                                                                                          | impostazione                                                                                             | varo | consegna                                                                                                 | disarmo                                                                                                  | Base |
| --- | --- | --- | --- | --- | --- | --- | --- |
| A 5327                                                                                                   | Stromboli                                                                                                | Riva Trigoso                                                                                             | 1973 | 20 febbraio 1975                                                                                         | 31 ottobre 1975                                                                                          | - | Taranto                                                                                                  |
| A 5329                                                                                                   | Vesuvio                                                                                                  | Muggiano                                                                                                 | 1º luglio 1974                                                                                           | 4 giugno 1977                                                                                            | 31 ottobre 1978                                                                                          | 11 ottobre 2023                                                                                          | La Spezia                                                                                                |
| A 102 | Agnadeen                                                                                                 | Castellammare di Stabia                                                                                  | 29 gennaio 1982                                                                                          | 22 ottobre 1982                                                                                          | 29 ottobre 1984                                                                                          | - | internata ad Alessandria d'Egitto                                                                        |

## Stromboli

### Costruzione
La costruzione dello Stromboli è avvenuta presso il cantiere navale di Riva Trigoso e l'unità, impostata nel 1973 è stata varata il 20 febbraio 1975 entrando in servizio il 31 ottobre dello stesso anno ricevendo la bandiera di combattimento a Palermo il 7 giugno 1978 da parte del locale gruppo dell'ANMI. Lo Stromboli è contraddistinto dalla matricola A 5327.

### Attività operativa
Nei suoi 43 anni di attività operativa alle spalle, Nave Stromboli continua ancora a fornire il suo contributo logistico alle unità della Squadra navale ed a quelle delle marine alleate, partecipando a molte missioni, alcune delle quali passate alla storia. Nell'estate 1979 ha partecipato insieme al Vittorio Veneto e all'Andrea Doria a una missione di soccorso ai profughi vietnamiti. Dal settembre 1987 insieme ad altre unità della squadra navale ha preso parte a un'operazione per assicurare la libera navigazione ai mercantili italiani durante la guerra Iran-Iraq nel golfo Persico dove è ritornata ad agosto 1990 per prendere parte all'operazione Desert Storm durante la guerra del golfo. Nel febbraio 1994 con il 25º Gruppo navale ha fornito supporto logistico in Somalia al contingente italiano impegnato nella missione Ibis II e tra il gennaio e il marzo 1995 con il 26º Gruppo navale è stata impegnata nella missione Ibis III sempre nelle acque somale fornendo supporto all'evacuazione delle forze del contingente di pace delle Nazioni Unite. Dopo il 2000 ha preso parte alle missioni Active Endeavour nel Mediterraneo Orientale per la prevenzione del terrorismo internazionale e all'operazione Enduring Freedom.

### Nome
Questa è la sesta unità a portare il nome Stromboli. La prima è stata una corvetta di II rango a ruote costruita in Inghilterra e varata nel 1844 che dopo aver fatto parte della marina napoletana nel 1861 venne incorporato nella Regia Marina. Successivamente alla sbarco dei Mille catturò il piroscafo Piemonte rimorchiandolo fino a Napoli. Venne radiata nel 1865. 
La seconda unità fu un ariete torpediniere costruito all'Arsenale di Venezia. Impostato nel 1884 e varato nel 1886 prestò servizio nella Regia Marina dal 1888 fino al 1907 anno in cui venne radiato. 
La terza unità fu un ex mercantile spagnolo dislocamento 268 t., varato nel 1892 con il nome Boheme, acquistato nel 1916, utilizzato come rimorchiatore e radiato nel 1919. 
La quarta unità fu una nave da trasporto varata presso i Cantieri Navalmeccanica di Castellammare di Stabia nel 1940, affondato da unità britanniche presso Lampedusa nel 1943. 
La quinta unità è stata una nave da trasporto, della classe Vesuvio costruita negli stabilimenti OTO della Spezia, che varata nel 1940 come nave mercantile, non completata, venne poi acquistata dalla Marina Militare nel 1948 ed impiegata, a partire dal 1953, dopo ampi lavori di modernizzazione e di trasformazione, come nave logistica potendo imbarcare quattro mezzi da sbarco.

## Vesuvio
Nave Vesuvio è la seconda unità della classe Stromboli. La costruzione è avvenuta negli stabilimenti del Muggiano presso La Spezia e l'unità, contraddistinta dalla matricola A 5329. la nave, varata il 4 giugno 1977 alla presenza della madrina Annamaria Zerbini, è stata consegnata alla Marina Militare il 31 ottobre 1978.

Nave Vesuvio al cantiere del Muggiano nell'imminenza del varo

La nave, come l'unità gemella Stromboli ha assolto il compito di rifornimento di combustibile e materiali vari, incluso viveri, a gruppi operativi di unità navali utilizzando un sistema di rifornimento in mare compatibile sia con le unità navali della Marina Militare che con gli standard della NATO e di numerose altre marine militari.

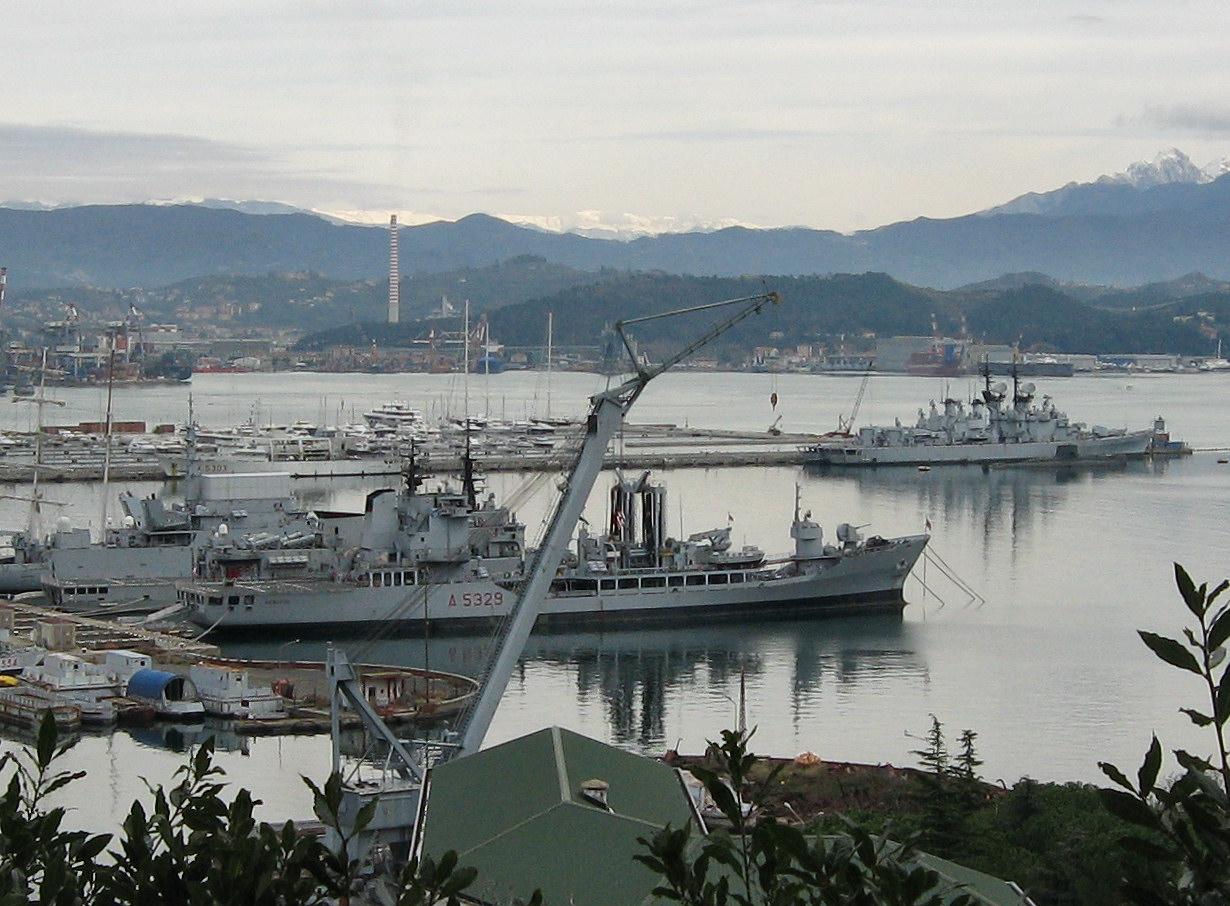
Nave Vesuvio ormeggiata nel porto della Spezia

Dopo oltre quattro decenni di servizio la nave è andata in disarmo l'11 ottobre 2023. La cerimonia, presieduta dal comandante in capo della Squadra Navale, l’ammiraglio Aurelio De Carolis, ha riunito alla banchina scali dell'arsenale della Spezia numerose autorità civili e militari. 
Questa è la quinta unità a portare il nome Vesuvio. 
La prima unità con tale nome fu una corvetta di II rango a ruote costruita a Castellammare di Stabia e varata nel 1824 che dopo aver fatto parte della Marina Borbonica nel 1861 venne incorporata nella Regia Marina, ma essendo praticamente inutilizzabile venne subito radiata.
La seconda unità fu un ariete torpediniere costruito a Livorno tra il 1883 e il 1886, riclassificato incrociatore protetto di 2ª classe al momento del varo ed in servizio dal 1888 fino al 1911.
La terza unità fu un incrociatore antiaereo ordinato nel 1938 dalla Thailandia costruito nel Cantieri Riuniti dell'Adriatico a Trieste e varato nel 1941 con il nome Naresuan. Requisito dall'Italia nel 1942 e rinominato Vesuvio, il suo progetto costruttivo venne notevolmente modificato per poterlo impiegare anche come trasporto veloce di truppe, ma la sua costruzione non venne mai ultimata. Catturato dai tedeschi all'armistizio, venne affondato da reparti italiani affinché i tedeschi non l'ultimassero. Il suo scafo venne poi recuperato dopo la guerra e demolito.
La quarta unità fu una nave logistica della Classe Vesuvio costruita come l'unità gemella Stromboli come nave mercantile e non completata, venne poi acquistata dalla Marina Militare nel 1948 per essere impiegata dopo ampi lavori di trasformazione a partire dalla seconda metà degli anni cinquanta come nave logistica.